# Juan de Nassau-Idstein

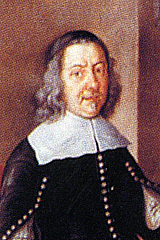
Juan, conde de Nassau-Idstein

Juan de Nassau-Idstein (nacido el 24 de noviembre de 1603 en Saarbrücken ; fallecido el 23 de mayo de 1677 en Idstein) fue conde de Nassau y regente protestante de Idstein.

## Biografía
Sus padres fueron Louis II de Nassau-Weilburg (1565-1627) y su esposa, la condesa Anna Maria de Hesse-Kassel (1567-1626). Su padre reunió en 1605 todas las posesiones de la línea Walram de la Casa de Nassau : Saarbrücken, Weilburg e Idstein. Su hermano fue William Louis . Cuando los hermanos dividieron la herencia de su padre el 29 de enero de 1629 en Ottweiler, William Louis recibió el condado de Saarbrücken , el distrito de Ottweiler , la Bailía de Herbitzheim y la comunidad de Saarwellingen . John recibió el señorío de Idstein , Wiesbadeny Sonnenberg Los dos hermanos menores, Ernest Casimir y Otto recibieron a Wehener Grund y al distrito de Burgschwalbach . Sin embargo, como todavía eran menores, William Louis administró esos territorios como regentes.
Poco después, el Edicto Imperial de Restitución puso en peligro sus territorios el 2 de marzo de 1629, cuando los príncipes arzobispos de Mainz y Trier reclamaron la restitución de las propiedades de la iglesia que habían sido confiscadas después de la Paz de Passau de 1552. El 7 de julio de 1629. , el Reichskammergericht dictaminó que la Casa de Nassau tuvo que devolver la ciudad y el castillo de Sarrewerden , Bouquenom y Wieberstweiler al Obispado de Metz como feudos de Lorena . Se les permitió conservar sus otras posesiones en disputa.
En 1629 se casó con Sibylla Magdalena de Baden-Durlach (nacido el 21 de julio de 1605; fallecido: 26 de julio de 1644 en Estrasburgo ), hija de George Frederick , Margrave de Baden-Durlach y Wild- y Rhinegravine Juliane Ursula de Salm-Neufville. [1]
Cuando, a finales de ese año, el rey Gustavo II  Adolfo de Suecia apareció en el Rin, presentó a Guillermo Luis, John y Ernesto Casimiro que se unieron a él en su guerra contra el Emperador. Después de que el rey Gustavo Adolfo había caído el 16 de noviembre de 1632, los tres condes se comprometieron en una reunión de príncipes protestantes en Heilbronn para continuar luchando contra el emperador, ahora bajo la dirección del canciller sueco Axel Oxenstierna . Juan firmó la alianza con Francia contra el Emperador el 5 de septiembre de 1633, como representante de los hermanos Nassau.
El hermano menor, Otón, murió el 24 de noviembre de 1632. El 11 de diciembre, Ernesto Casimiro alcanzó la mayoría de edad y los hermanos decidieron revisar la división de la herencia. En esta nueva división, Ernesto Casimiro recibió los distritos de Weilburg y Mehrenberg, el condado de Gleiberg y los distritos de Kirchheim y Stauf, que habían sido de Otón. Los hermanos decidieron compartir el distrito de Usingen y Stockheim . En 1634 en Frankfurt, los hermanos llegaron a un acuerdo con los Lores de Hohengeroldseck sobre la propiedad de Lahr .
Después de que Suecia y sus aliados fueron derrotados, el emperador Fernando II de Habsburgo puso fin al feudo de los territorios de Nassau. El 30 de mayo de 1635, varios príncipes imperiales , incluidos los electores de Brandeburgo y Sajonia, cerraron la paz de Praga , que otorgó la amnistía a la mayoría de los príncipes que habían luchado contra el emperador. Los Condes de Nassau, sin embargo, habían sido explícitamente excluidos de esta amnistía. John decidió exiliarse a Estrasburgo. En noviembre de 1635, el comisionado imperial Bertram von Sturm llegó a Nassau y anunció una prohibición imperial sobre los tres hermanos. Todos sus territorios y posesiones fueron declarados perdidos. Hasta 1646, los ciudadanos de Idstein sufrirían hambre, enfermedades y despotismo militar.
La condesa Magdalena Sibylla murió en 1644 a la edad de 39 años. El 6 de diciembre de 1646, John se volvió a casar en Estrasburgo, con la condesa Anna de Leiningen-Dagsburg-Falkenburg (nacida: 25 de mayo de 1625 en Dagsburg ; fallecida: 24 de diciembre de 1688 en Idstein ), hija del conde Philip George de Leiningen-Dagsburg-Falkenburg y la condesa Anna de Erbach. [1] Después de la ceremonia de matrimonio, John regresó a Idstein con su nueva esposa.
En 1653, su hijo mayor se hizo católico. John lo repudió. En 1665, nació su hijo George August Samuel . Se convertiría en el sucesor de John.
En 1666, comenzó la construcción de una nueva iglesia en Idstein.
En 1668, la plaga estalló en Idstein. La condesa Ana murió a los 43 años.
En 1672, Juan hizo un intento infructuoso de ser elevado al rango de Príncipe Imperial .

### Caza de brujas
En 1630, comenzaron los juicios de brujas en su territorio y John ordenó a los pastores a predicar contra los estragos provocados por la brujería.
En 1658, Amtmann Plebanus comenzó a enjuiciar a las brujas.
En 1676, se llevaron a cabo más juicios por brujas en Idstein y, entre el 3 de febrero de 1676 y el 31 de marzo de 1677, 31 mujeres y 8 hombres fueron ejecutados por brujería. [2] Las persecuciones terminaron después de la muerte del conde el 23 de mayo de 1677, a la edad de 74 años.

## Sucesión
Juan fue sucedido por su hijo Jorge Augusto  Samuel, que solo tenía 12 años cuando Juan murió. El conde Juan Casimiro de Leiningen actuó como regente. Juan describió la oficina de un regente en su "testamento político" como una tarea que el regente debe rendir cuentas ante Dios.

## Descendencia
Juan tuvo un total de 25 hijos con sus dos esposas,incluyendo:
1. Gustavo Adolfo (1632-1664)
2. Luis Federico (1633-1656)
3. Juan (1638-1658)
4. Carlos (1649-1651)
5. Jorge Guillermo (1656-1657)
6. Felipe Luis (1662-1664)
7. Jorge Augusto Samuel (1665-1721), casado con Enriqueta Dorotea de Oettingen (1672-1728), hija del príncipe Alberto Ernesto I de Oettingen
8. Ottile Ana (1630-1632)
9. Bernardina Sofía (1634-1642)
10. Juliana Sabina (1639-2. Octubre 1639)
11. Cristina Isabel (1651-1676)
12. Leonor Luisa (1653-1677)
13. Ernestina (1654-1655)
14. Juana (1657-1733), casada con el conde Cristián Luis de Waldeck (m. 1706)
15. Sibila Carlota (1658-1660)
16. Dorotea Amalia (1661-1740), casada con el conde Louis Frederick de Wied (muerto en 1709) sin problema

- Datos: Q325735
- Multimedia: John, Count of Nassau-Idstein / Q325735